# エクストリーム・メタル
エクストリーム・メタル(Extreme Metal)とは、 1980年代以降に登場した一部のヘヴィメタルのサブジャンルを総合的に表現した、過激メタルの意味を持つ音楽用語である。主にスラッシュメタル、デスメタル、ブラックメタル、ドゥームメタルなどと関連の深い音楽性を持つグループが、このジャンルに含まれる。普通のロック音楽のジャンルよりも歌詞が過激で、テンポが高速スピードである点に特徴がある。

## 定義
民族誌学者のキース・カーン・ハリスは、死、悪魔崇拝などの過激な特徴は、芸術的、社会的な特性を超越することが目的だが、初心者のリスナーには形式のないノイズに聴こえてしまうと指摘している。
- 攻撃的かつ速いテンポで演奏され、音作りが他のメタルのサブジャンルのものより重々しい楽曲。
- 殺人、戦争、自殺、悪魔崇拝、性的倒錯など、ダークでショッキングな内容の歌詞。
- デスヴォイスを用いたボーカル。
- コープス・ペイント[† 1]や、悪魔的・オカルト的イメージを持つステージパフォーマンス。

## 特徴
ヘヴィメタルは大音量で激しく攻撃的だが、ハーモニー、メロディ、リズムといった要素は、ポップ・ロックのそれに近い曲もある。しかし、この要素はエクストリーム・メタルにおいてはあまり見られず、完全に無視されることも多い。コード進行は重要視されていない。
- ボーカル

エクストリーム・メタルの最もわかりやすい特徴はボーカルである。その歌唱法は、がなりたてるもの、獣のような低音のうなり声を上げるもの、 高音の金切り声で叫ぶものなど様々。
- ドラムス

エクストリーム・メタルは、テンポの速さが特徴である。スラッシュメタル、デスメタル、ブラックメタルでは、BPM300を超えるような楽曲が作られる事もしばしばある。ドラマーはダブル・ベース・ドラムやツイン・ペダルを用いて高速の曲調に合わせるが、シングル・ペダルにこだわる者もいる。逆に「フューネラル・ドゥーム」や「ドローン・ドゥーム」では、遅い曲が制作される。
- ギター/ベース

歪みが激しく音圧が高い、耳をつんざくような刺激的なサウンドが好まれる。スラッシュメタルやブラックメタルではレギュラー・チューニングか半音下げ程度が一般的であるが、「重厚感」や「陰鬱」などを重視するデスメタルやドゥームメタルでは、それ以上のダウン・チューニングも頻繁に行われる。他のメタルのサブジャンルよりリフを重視し、ギターソロはそれほど重要なものとされない傾向もある。
エレクトリックベースは、強めのアタック音を押し出しているバンドも存在するが、ジャンルによって用法は異なる。他のロックと同様ベースは縁の下の力持ち的存在で、あまり目立たない。調律はギターと同様、レギュラー・チューニングか半音下げ程度が一般的だが、ダウン・チューニングを用いる場合もある。

## 歴史
1970年代末以降、モーターヘッドや、NWOBHMの流れの中のアイアン・メイデンなど、パンク・ロックの激しいサウンドに直接または間接的に影響されたバンドは存在した。その中でも、速く攻撃的で悪魔的なイメージを持つバンドとして、当時のメタルシーンの中で際立っていたヴェノムがエクストリーム・メタルの源流となった。彼らが用いた悪魔的なステージネームは、その後のブラック・メタルバンドたちにも影響を与える事になる。
1980年代前半からはアンダーグラウンドでハードコア・パンクの過激さから強く影響されたメタリカ、アンスラックス、スレイヤーなどによる、スラッシュメタルシーンが誕生。のちにそれらのバンド、そしてスラッシュメタル自体がオーバーグラウンドへと浮上し、エクストリーム・メタルの認知度が高まった。メタル好きの白人が多いアメリカでは、メタリカのファーストアルバム「キル・エム・オール」はトリプル・プラチナムに認定される大ヒット作になった。80年代半ばからはシーンの細分化も進み、ブラストビートやダウンチューニングを特徴とするデスメタルバンドや、グラインドコアバンドが登場するようになる。
1990年代初めには、ノルウェーのシーンを中心にブラックメタルが発展するが、放火や殺人といった犯罪行為で世間の注目を集めてしまう。しかしその後もエクストリーム・メタルは各ジャンルごと発展を続け、クロスオーバーしたものも生まれている。スレイヤーは、トム・アラヤがドナルド・トランプといっしょに写った写真をアップして物議を醸したが、グループは政治的中立を保つという声明を出している。

## ジャンル
- デスメタル
- ブラックメタル
- スラッシュメタル
- ドゥームメタル
- グラインドコア
- メタルコア
- デスコア
- デスラッシュ